# بين بلاكويل
بين بلاكويل (بالإنجليزية: Ben Blackwell)‏ هو طبال أمريكي، ولد في 12 يونيو 1982 في ديترويت في الولايات المتحدة.

## وصلات خارجية
- بين بلاكويل على موقع ميوزك برينز (الإنجليزية)
- بين بلاكويل على موقع أول ميوزيك (الإنجليزية)
- بين بلاكويل على موقع ديسكوغز (الإنجليزية)